# Hermann Mayer Salomon Goldschmidt

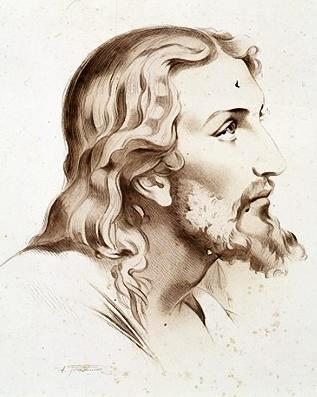
Christus-Darstellung, gemalt von Goldschmidt

Hermann Mayer Salomon Goldschmidt (* 17. Juni 1802 in Frankfurt am Main; † 10. September 1866 in Fontainebleau) war ein deutsch-französischer Astronom und Kunstmaler.

## Leben
Goldschmidt war der Sohn eines jüdischen Kaufmannes in Frankfurt. Er arbeitete zunächst im Unternehmen seines Vaters, wandte sich aber dann der Malerei zu, die er in Paris studierte und ausübte.
1847 verlegte er sein Tätigkeitsfeld auf die Astronomie und entdeckte von den Fenstern seiner Mansardenwohnung zwischen 1852 und 1861 vierzehn Asteroiden von etwa 70 bis 280 km Größe. 

Damit löste er als „Rekordhalter“ den Astronomen John Russel Hind ab (zehn Asteroiden von 1847–1854). Nach ihm brachte es Karl Theodor Robert Luther auf 24 Exemplare (1852–1890), der Amerikaner C.H.F. Peters auf 48 (1861–1889) und der Österreicher Johann Palisa auf 123 Asteroiden (1874–1923).
Der wohl interessanteste von Goldschmidts Asteroiden ist gleichzeitig sein kleinster: (44) Nysa von 1857. Er ist für seine Größe von 70 km auffallend hell (Albedo 0,55) und besitzt eine gelbliche Färbung, die man dem Mineral Enstatit zuschreibt. Durch die scheibenartige, in 6½ Stunden rotierende Form des Himmelskörpers entsteht eine seltsame Lichtkurve, wie sie bis dahin erst an einem Kleinplaneten festgestellt worden war.
Im April 1861 veröffentlichte Hermann Goldschmidt die Entdeckung eines neunten Mondes des Saturn, von dem er eine Bahn zwischen Titan und Hyperion angab, und nannte ihn Chiron. Doch wurde die Entdeckung nie von einem anderen Astronomen bestätigt, weshalb der Name später dem ungewöhnlichen Asteroid-Kometen (2060) Chiron zugewiesen wurde. Den „offiziellen“ 9. Mond namens Phoebe entdeckte 1898 William Henry Pickering auf fotografischem Wege. Er ist Saturns äußerster Mond und wurde im Juni 2004 von der Raumsonde Cassini-Huygens fotografiert.
Für seine Leistungen wurde Hermann Goldschmidt 1861 mit der Goldmedaille der Royal Astronomical Society ausgezeichnet. Ferner wurden der Asteroid (1614) Goldschmidt und der Mondkrater Goldschmidt nach ihm benannt. Auf der Pariser Gedenkmünze des Jahres 1868, die anlässlich des hundertsten Asteroiden geprägt wurde, ist er neben zwei anderen Mehrfachentdeckern abgebildet.

## Entdeckte Asteroiden
| Name           | Entdeckung         |
| -------------- | ------------------ |
| (21) Lutetia   | 15. November 1852  |
| (32) Pomona    | 26. Oktober 1854   |
| (36) Atalante  | 5. Oktober 1855    |
| (40) Harmonia  | 31. März 1856      |
| (41) Daphne    | 22. Mai 1856       |
| (44) Nysa      | 27. Mai 1857       |
| (45) Eugenia   | 27. Juni 1857      |
| (48) Doris     | 19. September 1857 |
| (49) Pales     | 19. September 1857 |
| (52) Europa    | 4. Februar 1858    |
| (54) Alexandra | 10. September 1858 |
| (56) Melete    | 9. September 1857  |
| (61) Danaë     | 9. September 1860  |
| (70) Panopaea  | 5. Mai 1861        |